# Annapurna (gudinna)

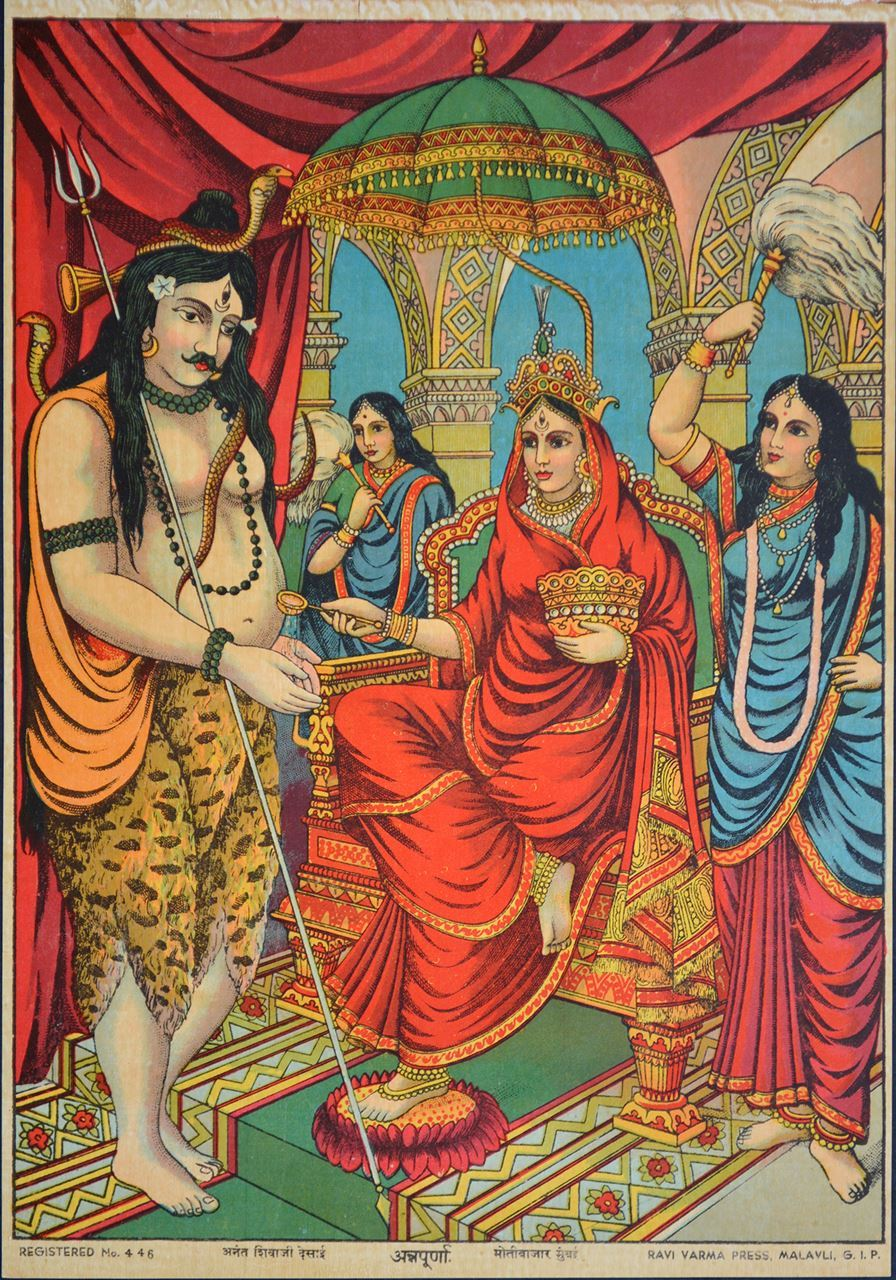
Gudinnan Annapurna.

Annapurna, även kallad Annapurneshwari, Annada och Annapoorna (Sanskrit: अन्नपूर्णा, IAST: Annapūrṇa, "innehavare av mat"), är födans och näringens gudinna inom hinduismen. Hon är en av Parvatis manifestationer. 